# 伊藤炎魔
伊藤炎魔（日语：／ Itō Enma，1966年3月1日—），日本男演員、配音員。出身於大阪府。身高182cm。A型血。

## 簡介
近畿大學畢業。劇團☆新感線出身，主要從事舞台劇和電視劇的參演，同時從事編劇、演出家的工作。株式會社Ricomotion（株式會社Cube相關企業）所屬。

### 來歷、人物
1996年從劇團☆新感線離團之後，成立現在主宰的劇團「伊藤炎魔Produce：Fantoma」，並從事舞台作品的編劇與演出家的工作。表演的內容以推理小說融合搞笑元素為主。
由於身材魁梧，而且善於發出低嗓音的同時展現出機動靈敏動作的演技，並融入了超現實主義的表演方式，因此有「關西小劇場界怪優」之稱。
除了從事舞台劇的演出工作之外，還有同樣以演出一職跟大阪當地電視台（朝日放送）的綜藝節目、電台（MBS電台）的節目、以及節目相關的戶外活動等等進行合作。近年將演出的工作轉向主要和梅田藝術劇場（話劇城）的無伴奏合唱音樂劇、早安家族企劃的劇團Geki Hello、Ani☆夢、Amusement Media綜合學院進行合作。
興趣：橄欖球。特長：樂器演奏。

## 演出

### 舞台
Fantoma
- （2008年，OWL SPOT／ABC劇院）編劇、演出、參演
- Jolly Roger（2009年，陽光劇場／話劇城）編劇、演出、參演

伊藤炎魔企劃製作
- 。（2009年6月18日－22日，ABC劇院）編劇、演出、參演
- 惑星Boys（2010年10月4日－10日，ABC劇院）編劇、演出、參演
- 蒲田行進曲（2011年10月1日－3日，KASSAI劇院／ABC劇院）編劇、演出、參演
- Birî The Kid（2012年2月23日－27日，ABC劇院）編劇、演出、參演
- 羅密歐與茱麗葉（2012年12月24日－28日，ABC劇院）編劇、演出、參演
- 百物語（每年8月中旬舉行公演，in→dependent theatre：一心寺劇院俱樂部）構成、編劇、演出、參演

其它
- Drama City Produce「Zi-PANG!!」（2006年9月，話劇城／2006年10月，博品館劇場）編劇、演出、參演
- 劇團Geki Hello第3回公演「復仇！ ～我的身體到底在哪裡？」（2007年11月，陽光劇場）編劇、演出、參演（主演：Berryz工房）
- Kitty Film presents「天空的世界」（2009年5月，萬劇場）
- Horipro「LIPSYNCA」（2011年10月，新宿Theatre sunmall）
- AMG Project「Ani☆夢」「綠野仙蹤」（2010年－，Mielparque Hall）

### 電影
- 南海的帝王（日语：難波金融伝・ミナミの帝王#映画・Vシネマ版）37
- 野玫瑰燙髮店（日语：パーマネント野ばら）
- 愛人西去（日语：恋する彼女、西へ。）
- 新怪談 裸女大虐殺 妖怪貓魔界少女拳

### 電視劇
朝日電視網
- 朝日電視台
  - 快刀！夢一座七變化（日语：快刀!夢一座七変化） 第15話「討入炎上！沒有臉的殺人犯!!」（與東映共同製作）
  - 週六WIDE劇場（日语：土曜ワイド劇場）「案件記者冴子的殺人頭條4 」（2003年11月1日）
  - 女僕刑事（2009年）
  - 東野圭吾「Endless Night」（2012年）

- 朝日放送
  - 夢緣骨董店（2005年）
  - （2006年）－灰枝
    - 同時兼任第3話編劇。

  - 學問行進曲 第1、4、7話（2007年）
  - 推理電視劇「安樂椅偵探與忘却之岬（日语：安楽椅子探偵 (テレビドラマ)）」（2008年10月3日、10日）
  - 週六WIDE劇場「天才刑事 野呂盆六（日语：天才刑事・野呂盆六）8 見知他人 ～女完全犯罪！」（2013年8月10日）－浪速豪三

NHK系列
- NHK
  - 連續電視小說（NHK大阪製作）
    - 明日香（日语：あすか (テレビドラマ)）（1999年－2000年）
    - 美食人生（日语：ほんまもん）（2001年 - 2002年）
    - 芋頭、章魚、南瓜（日语：芋たこなんきん）（2006年－2007年）
    - 感謝（日语：だんだん） 第113回（2008年－2009年）－卡巴萊的觀眾
    - 歡迎龜來（日语：ウェルかめ）（2009年－2010年）
    - 多謝款待（2013年－2014年）
    - 阿政（2014年－2015年）－篠田信介

  - 鞍馬天狗（2008年）
- NHK綜合
  - 不惑橄欖球（日语：不惑のスクラム#テレビドラマ）（2018年9月－10月）－綱山剛夫

富士電視台
- 世界奇妙物語 秋季特別篇（2008年9月）
- 新·南海的帝王2（日语：難波金融伝・ミナミの帝王#テレビドラマ）（2011年3月27日，關西電視台製作）－小畑律師（班底角色）

其它電視台
- 大阪電視台 特別電視劇「星降町」（2010年3月22日，大阪電視台）－石井
- 週一名作劇場（日语：月曜名作劇場）「赤蕪檢察官奮戰記（日语：赤かぶ検事奮戦記 (中村梅雀のテレビドラマ)#月曜ゴールデン）6」（2016年11月28日，TBS）－松岡敏夫

### 廣播節目
- 伊藤炎魔的AMam（日语：伊藤えん魔のAMam）（ABC電台，常駐演出）
- 電腦百物語（ABC電台，常駐演出）
- 時間（ABC電台）
- 風之廣播劇（MBS電台）
- Amusic Morning（FM802）
- Story for two（KISS FM（日语：兵庫エフエム放送））
- dorama8（KISS FM）
- 伊藤魔談義（U-SEM）
- 世界怪奇現象（U-SEM）
- 殺人鬼（U-SEM）
- 青春冒險（日语：青春アドベンチャー）（NHK-FM）
  - 「DINER：噬食者」（2017年2月25日－3月8日）[3]
  - （2020年10月9日）[3]

### 廣播劇
- 青春冒險（日语：青春アドベンチャー）「DINER：噬食者」（2013年2月25日－3月8日，NHK-FM）[4]

### 遊戲
- 月華劍士系列（直衛示源）

1993年
- PSYCHIC DETECTIVE SERIESvol.4 Orgel「音樂盒」（影藤秀鄉）

1996年
- 侍魂 天草降臨（壬無月斬紅郎）
- 風雲 SUPER TAG BUTTLE（日语：風雲スーパータッグバトル）（邪頭（日语：邪呀#ジャズウ））

1999年
- 侍魂新章 ～劍客異聞錄 甦醒的蒼紅之刃～（塵捲風的臥龍、無限示）

2005年
- 格鬥天王XI（邪頭）

### 配音、旁白
- 諾貝爾製菓（日语：ノーベル製菓）
- round-1
- 駿台預校（日语：駿台予備学校）
- NOVA
- 樂敦製藥
- Panasonic
- 豐田汽車
- 洋馬
- 象印

## 腳註

## 外部連結
- Fantoma公式官網 （页面存档备份，存于） （日語）
- 株式會社Ricomotion公式官網的演員簡歷 （日語）
- （日語）－伊藤炎魔的官方個人部落格。
- 伊藤炎魔的X（前Twitter） （日語）